# Корсо (Во)
Корсо (фр. Corseaux) — громада в Швейцарії в кантоні Во, округ Рів'єра-Пеї-д'Ано.

## Географія
Громада розташована на відстані близько 75 км на південний захід від Берна, 17 км на південний схід від Лозанни.
Корсо має площу 1,1 км², з яких на 77,6 % дозволяється будівництво (житлове та будівництво доріг), 21,5 % використовуються в сільськогосподарських цілях, 0 % зайнято лісами, 0,9 % не є продуктивними (річки, льодовики або гори).

## Демографія
2019 року в громаді мешкало 2285 осіб (+6,1 % порівняно з 2010 роком), іноземців було 27,3 %. Густота населення становила 2136 осіб/км².
За віковим діапазоном населення розподілялося таким чином: 17,2 % — особи молодші 20 років, 55,4 % — особи у віці 20—64 років, 27,5 % — особи у віці 65 років та старші. Було 1049 помешкань (у середньому 2,1 особи в помешканні).
Із загальної кількості 466 працюючих 34 було зайнятих в первинному секторі, 34 — в обробній промисловості, 398 — в галузі послуг.